# Ty Outlaw
Tyrone Khalil "Ty" Outlaw (n. Roxboro, Carolina del Norte; 19 de agosto de 1995) es un baloncestista estadounidense que actualmente se encuentra sin equipo. Con 1,98 metros de estatura, juega en la posición de alero.

## Trayectoria deportiva
Es un jugador formado durante una temporada en la universidad de UNC Greensboro Spartans (2013–2014) y tras pasar una temporada en blanco, ingresaría en Virginia Tech Hokies en la que jugaría desde 2015 a 2019, promediando en su última temporada universitaria una media de 8.6 puntos por partido.
Tras no ser drafteado en 2019, el 11 de agosto de 2019, firma un contrato por una temporada para debutar como profesional en las filas del Lavrio B.C. de la A1 Ethniki.
En la temporada 2019-20 jugaría la cifra de 19 partidos promediando 4.84 puntos por encuentro.